# Аглии
Аглии (лат. Aglia) — род ночных бабочек из семейства павлиноглазок (Saturniidae), единственный в подсемействе Agliinae Packard, 1893.

## Описание
Тело вальковатое, густо опушенное. Крылья однотонные с тёмной краевой каймой. Основной фон крыльев — оранжево-коричневый, красно—рыжий или бледно—коричневый. Каждое крыло несет крупное дискоидное «глазчатое» пятно. Глазчатые пятна на крыльях полностью покрыты цветными чешуйками, непрозрачные. Глазчатые пятна на обеих парах крыльях овальной формы, на задних крыльях заметно крупнее, чем на передних. Анальный угол задних крыльев округлый, без хвостиков. На переднем крыле жилка М2 соединяется С R5+М1 поперечной жилкой, при этом отходит примерно от середины наружного края дискальной ячейки. Усики у самца перистые, у самки — пильчатые. Ротовые органы редуцированные: хоботок недоразвит или отсутствует; губные щупики хорошо развитые. Сумеречные и ночные бабочки. Самцы более активны чем самки, у некоторых видов летают днем. Самки малоактивны, большую часть жизни проводят сидя на растениях. Самцы активны в поисках самок, отыскивают их с помощью феромонов.

## Систематика
В состав рода входят следующие виды:
- Aglia tau (Linnaeus, 1758)
- Aglia ingens Naumann, 2003
- Aglia japonica Leech, 1889
- Aglia homora  Jordan (in Seitz), 1911
- Aglia sinjaevi  Brechlin, 2015[4]
- Aglia vanschaycki  Brechlin, 2015[4]